# Neoperla qingyuanensis
Neoperla qingyuanensis är en bäcksländeart som beskrevs av Yang, D. och C. Yang 1995. Neoperla qingyuanensis ingår i släktet Neoperla och familjen jättebäcksländor. Inga underarter finns listade i Catalogue of Life.